# Dubh skót király
Dub mac Maíl Coluim (mai gael nyelven: Dubh mac Mhaoil Chaluim), (930 k. – 967) angol nyelvű formában Duff MacMalcolm, becenevein pedig Dén, azaz „Indulatos” és Niger, azaz „Fekete”, 967-es haláláig Alba (Skócia) királya volt. Apja I. Malcolm (Máel Coluim mac Domnaill), a trónt pedig Indulf (Ildulb mac Causantín) 962-es meggyilkolása után örökölte.
Bár a későbbi krónikások, mint például John of Fordun sok információval szolgálnak életére és uralkodására vonatkozóan, beleértve boszorkányságról és hitszegésről szóló meséket is, ezeket szinte kivétel nélkül elutasítják a modern kor történészei. Kevés hiteles forrást találunk uralkodására vonatkozóan, ezek közül a korban hozzá legközelebb esőek az Alba királyainak krónikája és az Annals of Ulster (Ulsteri évkönyvek), ez utóbbiban azonban csak egyetlen bejegyzés foglalkozik vele.
A Krónika feljegyzi, hogy Dubh uralkodása idején hunyt el Fothach püspök, akinek a székhelye St Andrews vagy Dunkeld lehetett. Egy másik bejegyzés egy csatáról tudósít, amely Dubh és Culen, Indulf király fia között zajlott le. A „Crup gerincén” lefolyt ütközet győztese Dubh lett és a csatában meghalt Duchad, Dunkeld apátja is.
Az egyes beszámolók azt ezt követően történtekben térnek el egymástól. A Krónika szerint Dubh-ot elűzték a királyságból. Andrew of Wyntoun Orygynale Cronykl (Eredeti krónika) című műve szerint a királyt Forres településnél ölték meg, az időpontot pedig egy napfogyatkozáshoz köti, ami viszont 966. július 20-án lehetett. Az Annals of Ulster csak ennyit jegyez meg: „Dubh-ot, Alba királyát, maguk a skótok ölték meg” – ez a belső viszályokra való szokásos hivatkozás –, a halál időpontját pedig 967-re teszi. Úgy vélik, hogy a Forres közelében álló Sueno's Stone (Sueno köve) Dubh emlékműve lehet és azt talán fivére II. Kenneth állította. Feltételezhető, hogy Dubh elűzése vagy meggyilkolása a halála után a királyságot megszerző Culen – vagy legalábbis támogatói – nevéhez köthető.
Dubh után legalább egy fiú, III. Kenneth (Cináed mac Dub) maradt. Bár Cináed 1005-ös megölése után leszármazottai sikertelenül próbálták megszerezni a királyi koronát, a Fife elöljárója címet ők birtokolták. A MacDuib (vagy MacDuff) család Fife elöljárója, majd később grófja maradt, egészen 1371-ig.

## Fordítás
- Ez a szócikk részben vagy egészben  a   Dub of Scotland című angol Wikipédia-szócikk ezen változatának fordításán alapul.  Az eredeti cikk szerkesztőit annak laptörténete sorolja fel. Ez a jelzés csupán a megfogalmazás eredetét és a szerzői jogokat jelzi, nem szolgál a cikkben szereplő információk forrásmegjelöléseként.

| Előző uralkodó: Indulf | Skócia uralkodója 962–967 | Következő uralkodó: Culen |